# Stadtarchiv Stendal

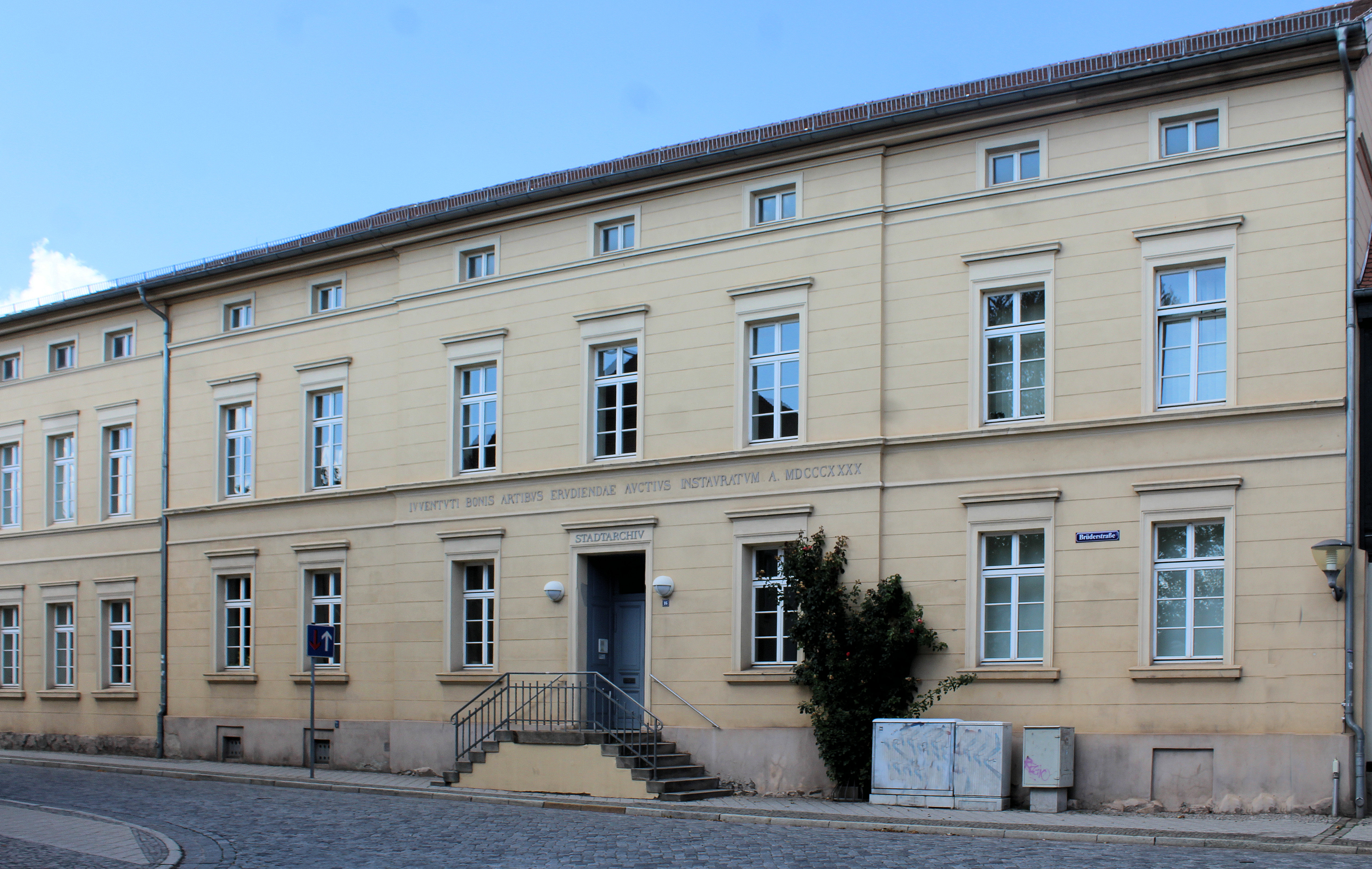
Stadtarchiv Stendal

Das Stadtarchiv Stendal ist das Archiv der Hansestadt Stendal im Landkreis Stendal in Sachsen-Anhalt. Sein archivalisches Sammelgebiet sind Dokumente und Urkunden zur Geschichte Stendals sowie die Akten der Stadt und Stadtverwaltung. 

## Geschichte
Die erste schriftliche Erwähnung des Stendaler Stadtarchivs stammt vom 25. Juli 1724, als der Bürgermeister der Stadt Stendal, Johann George Seger, in Berlin um die „Genehmigung von 6 Reichsthalern und 16 Groschen zur Anfertigung einer neuen Tür samt Schloß“ bittet. Pastor Ernst Weihe betreute vor 1862 das Archiv in der zweiten Etage des Stadthauses. Im Januar 1862 begann Ludwig Götze, Gymnasiallehrer in Seehausen, seine historische Arbeit zur urkundlichen Geschichte der Stadt Stendal. Ab 1906 betreute Paul Kupka das Archiv. Er registrierte und ordnete Unterlagen mit Hilfe von Registratoren bis 1930. Stadtarchivar von 1935 bis 1937 war Willy Salewski, der zugleich für die Stadtbibliothek zuständig war. Sein Nachfolger war Werner Leffler von 1938 bis zum Juni 1945. Dann übernahm Rudolf Langhammer bis 1953 die Leitung. Ihm folgte bis 1963 Arthur Schulz, der jedoch hauptsächlich für das Winckelmannarchiv und die Winckelmann-Gesellschaft tätig war.
Nach mehreren Umzügen konnte das Archiv im Jahr 1999 in die Brüderstraße 16 einziehen. Das Gebäude, zuletzt als Berufsschule genutzt, war für die Bedürfnisse eines Kommunalarchivs umgebaut wurden. Die Benutzungszahl nahm rapide zu.

## Bestände
Zu den Beständen gehören Verwaltungsakten der Stadt Stendal vom 17. Jahrhundert bis heute, Verwaltungsakten der Klöster St. Katharinen und St. Annen, die Protokolle der Stadtverordnetenversammlung und des Stadtrates, eine umfangreiche Fotosammlung, Postkarten, Karten und Pläne verschiedener Epochen, Adressbücher der Stadt von 1867 bis 1938/39 und 1947/48.
Besonders hervorzuheben ist die wissenschaftliche Bibliothek mit etwa 19.700 Bänden zur Geschichte Stendals und der Altmark, davon gehören 1.200 zur Sammlung der Zeitungen aus Stendal seit 1814.

## Publikationen
- Ludwig Götze: Urkundliche Geschichte der Stadt Stendal. 1. Auflage. Franzen & Große, Stendal 1873 (Digitalisat). 2. Auflage: 1929 (Reprint 2010, ISBN 978-3-86156-137-8)
- Willy Salewski, Ernst Görges: Die Bürgerbücher der Stadt Stendal 1694–1850, Marktschellenberg, 1938
- Simone Eckhardt: Stendal (= Archivbilder). Sutton Verlag, Erfurt 1998.
- Simone Habendorf, Ina Nitzsche, Tilo Stolzenhain: Stendal (= Bilder aus der DDR). Sutton Verlag, 2003.
- Marcus Rau: Das Stadtbuch von Stendal [1306] 1334–1351. Edition und Erschließung einer stadtgeschichtlichen Quelle des Spätmittelalters, Magisterarbeit, Universität Halle, 2002 Inhaltsverzeichnis blha-bibliothek.brandenburg.de

## Gebäude
Das Archiv ist seit 1999 im Gebäude der früheren Lateinschule untergebracht, das heute ein Baudenkmal ist.